# Campionat del Món de motociclisme de 1993
La temporada de 1993 del Campionat del món de motociclisme fou la 45a edició d'aquest campionat, organitzat per la FIM. Kevin Schwantz va guanyar el campionat del món de 500cc en una temporada marcada pel tràgic final de la carrera del seu rival Wayne Rainey. Schwantz va començar la temporada amb força amb quatre victòries a mitjan temporada. A tres curses del final del campionat, Rainey havia anat acostant-se a Schwantz mentre aquest es recuperava d'una lesió al canell. Al Gran Premi d'Itàlia, a Misano, Rainey acabava de prendre el lideratge de la cursa i s'estava allunyant quan va caure. Va patir greus lesions a la columna vertebral i no tornaria a caminar mai més. L'accident de Rainey va marcar el final d'una era de domini americà en els Grans Premis.
Una nova estrella va sorgir a l'escena dels 250cc quan Tetsuya Harada en va guanyar el títol en una ajustada lluita amb Loris Capirossi. El pilot privat alemany, Dirk Raudies, va guanyar el títol de 125cc amb la seva Honda amb un total de nou victòries.
La temporada de 1993 va ser l'última en què un pilot podia competir en dues categories diferents al mateix Gran Premi.

## El campionat de 500cc
Schwantz va guanyar el campionat, però l'accident del seu etern rival Rainey el va deixar molt tocat. El texà només va córrer una temporada complerta més i es retirà definitivament al poc de començar la de 1995. Els nouvinguts Daryl Beattie i Alex Barros van aconseguir les seves primeres victòries (Barros, després de caure dues vegades perdent el lideratge) mentre que Mick Doohan va lluitar per recuperar-se de les seves greus lesions a la cama. Freddie Spencer va fer un altre intent de retorn, però va caure en dues de les tres primeres rondes.

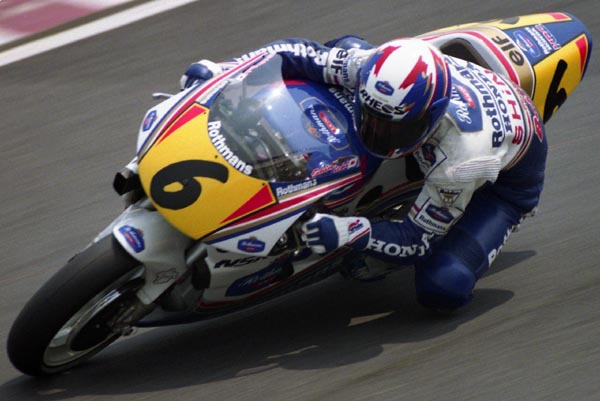
Shinichi Itoh amb l'Honda experimental al GP del Japó

Honda va inscriure el pilot de proves de fàbrica Shinichi Itoh amb una tercera moto amb peces de desenvolupament, la qual es deia que duia un sistema d'injecció electrònica de combustible, ja que era notablement més ràpida en línia recta que la dels altres dos pilots oficials d'Honda. Quan Itoh va trencar la barrera dels 320 km/h a Hockenheimring, va donar credibilitat a aquests rumors. Oficialment, però, les tres motos de fàbrica van incorporar el sistema d'injecció alhora.
Pel que fa als pilots catalans fou un any discret en què no s'obtingueren victòries. Cal destacar la retirada definitiva de Joan Garriga després del Gran Premi d'Europa, celebrat al Circuit de Catalunya.

## Campions del món
Pilots
| 125cc        | 250cc          | 500cc          |
| ------------ | -------------- | -------------- |
| Dirk Raudies | Tetsuya Harada | Kevin Schwantz |

Constructors
| 125cc | 250cc | 500cc  |
| ----- | ----- | ------ |
| Honda | Honda | Yamaha |

Sidecars
| Pilot / Passatger             | Constructor |
| ----------------------------- | ----------- |
| Rolf Biland / Kurt Waltisberg | Krauser     |

## Grans Premis

### Sistema de puntuació
El 1993 es va modificar lleugerament el sistema de puntuació que es venia aplicant des del 1988 (només alterat el 1992). Tot i continuar puntuant els quinze primers classificats, els punts atorgats al primer, segon i tercer variaren per tal d'afavorir els guanyadors. Aquest nou sistema seguia vigent a data del 2025.
Barem de puntuació de 1993 ençà:
| Posició | 1  | 2  | 3  | 4  | 5  | 6  | 7 | 8 | 9 | 10 | 11 | 12 | 13 | 14 | 15 |
| Punts   | 25 | 20 | 16 | 13 | 11 | 10 | 9 | 8 | 7 | 6  | 5  | 4  | 3  | 2  | 1  |

### Calendari
| Cursa | Data           | Gran Premi                       | Circuit        |
| ----- | -------------- | -------------------------------- | -------------- |
| 1     | 28 de març     | Gran Premi d'Austràlia           | Eastern Creek  |
| 2     | 4 d'abril      | Gran Premi de Malàisia           | Shah Alam      |
| 3     | 18 d'abril     | Gran Premi del Japó              | Suzuka         |
| 4     | 2 de maig      | Gran Premi d'Espanya             | Jerez          |
| 5     | 16 de maig     | Gran Premi d'Àustria             | Salzburgring   |
| 6     | 13 de juny     | Gran Premi d'Alemanya            | Hockenheimring |
| 7     | 26 de juny     | Dutch TT                         | Assen          |
| 8     | 4 de juliol    | Gran Premi d'Europa              | Catalunya      |
| 9     | 18 de juliol   | Gran Premi de San Marino         | Mugello        |
| 10    | 1 d'agost      | Gran Premi de Gran Bretanya      | Donington Park |
| 11    | 22 d'agost     | Gran Premi de la República Txeca | Brno           |
| 12    | 5 de setembre  | Gran Premi d'Itàlia              | Misano         |
| 14    | 12 de setembre | Gran Premi dels Estats Units     | Laguna Seca    |
| 15    | 26 de setembre | Gran Premi de la FIM             | Jarama         |

### Guanyadors
| Cursa | Gran Premi                       | 125cc             | 250cc                | 500cc          | Resultats |
| ----- | -------------------------------- | ----------------- | -------------------- | -------------- | --------- |
| 1     | Gran Premi d'Austràlia           | Dirk Raudies      | Tatsuya Harada       | Kevin Schwantz | Resultat  |
| 2     | Gran Premi de Malàisia           | Dirk Raudies      | Nobuatsu Aoki        | Wayne Rainey   | Resultat  |
| 3     | Gran Premi del Japó              | Dirk Raudies      | Tetsuya Harada       | Wayne Rainey   | Resultat  |
| 4     | Gran Premi d'Espanya             | Kazuto Sakata     | Tetsuya Harada       | Kevin Schwantz | Resultat  |
| 5     | Gran Premi d'Àustria             | Takeshi Tsujimura | Doriano Romboni      | Kevin Schwantz | Resultat  |
| 6     | Gran Premi d'Alemanya            | Dirk Raudies      | Doriano Romboni      | Daryl Beattie  | Resultat  |
| 7     | Dutch TT                         | Dirk Raudies      | Loris Capirossi      | Kevin Schwantz | Resultat  |
| 8     | Gran Premi d'Europa              | Noboru Ueda       | Max Biaggi           | Wayne Rainey   | Resultat  |
| 9     | Gran Premi de San Marino         | Dirk Raudies      | Loris Capirossi      | Mick Doohan    | Resultat  |
| 10    | Gran Premi de Gran Bretanya      | Dirk Raudies      | Jean-Philippe Ruggia | Luca Cadalora  | Resultat  |
| 11    | Gran Premi de la República Txeca | Kazuto Sakata     | Loris Reggiani       | Wayne Rainey   | Resultat  |
| 12    | Gran Premi d'Itàlia              | Dirk Raudies      | Jean-Philippe Ruggia | Luca Cadalora  | Resultat  |
| 14    | Gran Premi dels Estats Units     | Dirk Raudies      | Loris Capirossi      | John Kocinski  | Resultat  |
| 15    | Gran Premi de la FIM             | Ralf Waldmann     | Tetsuya Harada       | Alex Barros    | Resultat  |

### Accident mortal
Nobuyuki Wakai es va morir arran d'un accident durant els entrenaments de la cursa de 250cc del Gran Premi d'Espanya.

## Classificació dels pilots

### 500 cc
(Llegenda) (En negreta - Pole; En cursiva - Volta ràpida)